# Antoine de Rivarol
Antoine de Rivarol (ur. 26 czerwca 1753 w Bagnols-sur-Cèze, zm. 11 kwietnia 1801 w Berlinie) – francuski pisarz.

## Życiorys[1]
Urodził się w Bagnols-sur-Cèze w Langwedocji.
Miał zostać duchownym, ale w 1770 porzucił seminarium w Awinionie. 7 lat później pojawił się w Paryżu i zdobył wielkie uznanie publiczności dyskutując z Wolterem, d’Alembertem, Diderotem i Buffonem.
W 1784 r. otrzymał nagrodę Akademii Berlińskiej za Rozprawę o uniwersalności języka francuskiego. W tym czasie przełożył również na francuski Piekło Dantego.
Był wydawcą czasopisma „Journal politique et national” (w sumie ukazało się 70 numerów). Pierwszy numer pojawił się na 2 dni przed atakiem na Bastylię. Na jego łamach i w pamfletach atakował bezlitośnie rewolucję francuską i rewolucjonistów.
Również w wydanym w 1788 r. Małym almanachu naszych wielkich ludzi wyszydzał znane postacie paryskich salonów literacko-politycznych.